# Morăreni, Mureș
Morăreni este un sat în comuna Rușii-Munți din județul Mureș, Transilvania, România.

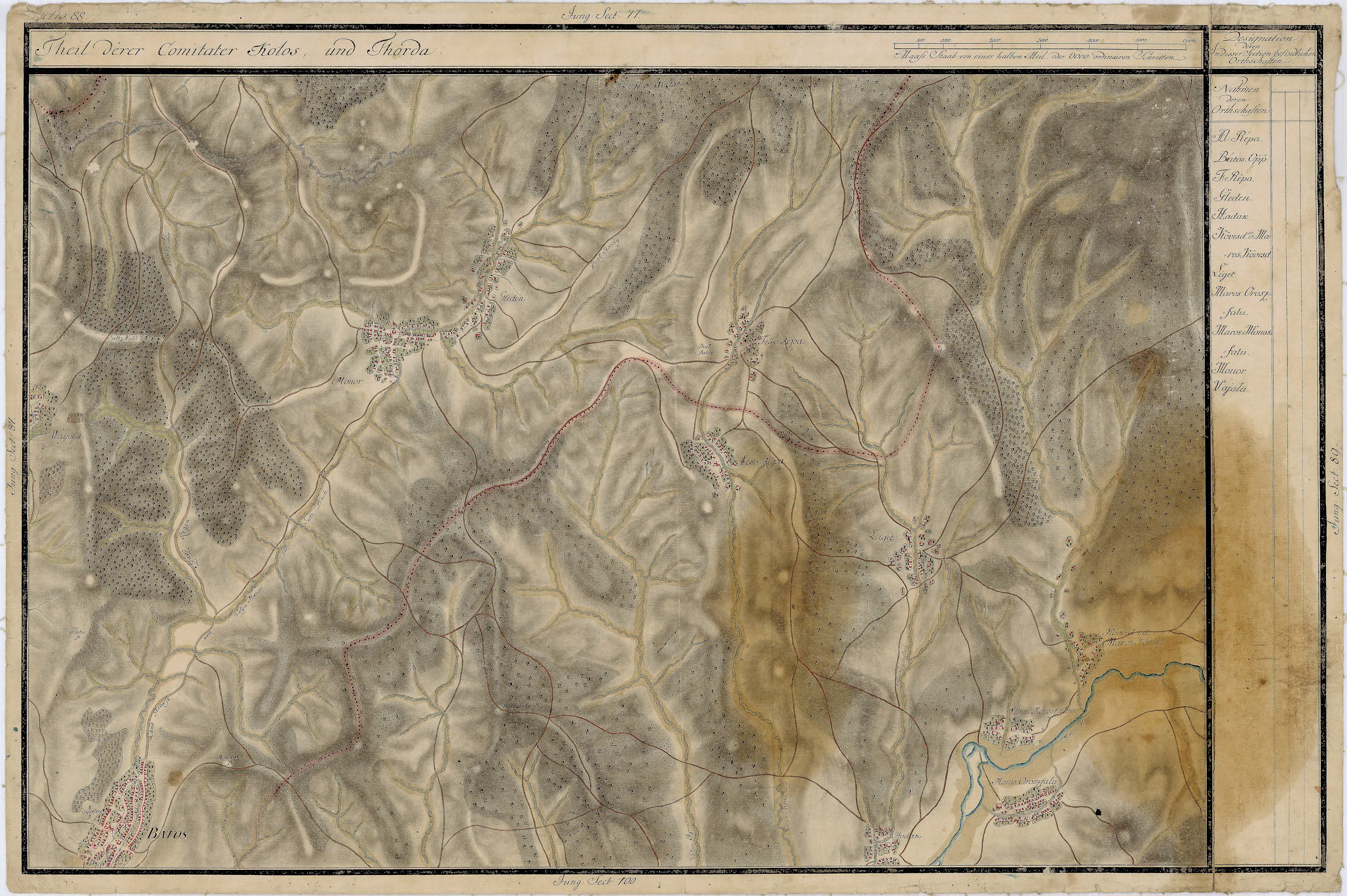
Morăreni pe Harta Iosefină a Transilvaniei, 1769-73

## Personalități
- Ioan Hadnagy (n.1936), demnitar comunist